# Bow Interchange
Bow Interchange es un cruce de carreteras separadas por grados concurrido en Londres, Inglaterra, en East Cross Route (parte de la carretera A12) entre Bow, Stratford y Bromley-by-Bow en un punto donde los distritos londinenses de Tower Hamlets y Newham reunir. Es un cruce de tres niveles donde se encuentran East Cross Route (la A12), Bow Road (la carretera A11) y Stratford High Street (la carretera A118). El río Lea corre por debajo del cruce.
La East Cross Route es una carretera importante en el este de Londres que va hacia el norte hasta North Circular Road y hacia el sur hasta Blackwall Tunnel.

## Ciclismo
Cycle Superhighway 2 CS2 va de Stratford a Aldgate a través de la rotonda de este a oeste. Tras la muerte de dos ciclistas en la rotonda a finales de 2013 y la presión de la London Cycling Campaign, Transport for London comenzó a introducir medidas para mejorar la seguridad de los ciclistas y otros usuarios de la vía en el cruce.

## Transporte público
Las estaciones más cercanas son la estación DLR Bow Church y la estación de metro Bromley-by-Bow.